# Hengelo
Hengelo ((nederlandsk: ( hør)) er en kommune og by i det østlige Nederland i provinsen Overijssel.
For at skelne mellem Hengelo i Overijssel og det langt mindre Hengelo i naboprovinsen Gelderland skrives oftest Hengelo (O) og Hengelo (G).
Byen er mellemstation på togstrækningen Amsterdam-Hannover-Berlin.
Byen havde i 2004 et indbyggertal på ca. 80.000.
52°15′56″N 6°47′35″Ø / 52.2656°N 6.7931°Ø